# 陈祖武
陈祖武（1943年10月—），男，汉族，祖籍湖南茶陵，生于贵州贵阳，中国社会科学院历史研究所研究员、学部委员，中央文史研究馆馆员。

## 生平
1965年毕业于贵州大学历史系。1981年畢業於中国社会科学院研究生院历史系，獲碩士學位。